# Chorzenice (województwo łódzkie)
Chorzenice – wieś w Polsce położona w województwie łódzkim, w powiecie pajęczańskim, w gminie Sulmierzyce.
W latach 1954–1959 wieś należała i była siedzibą władz gromady Chorzenice, po jej zniesieniu w gromadzie Sulmierzyce. W latach 1975–1998 miejscowość administracyjnie należała do województwa piotrkowskiego.

## Zabytki
Według rejestru zabytków Narodowego Instytutu Dziedzictwa na listę zabytków wpisane są obiekty:
- zespół dworski, XVII–XIX w.:
  - dwór obronny (lamus) (I), nr rej.: 994-XVI-5 z 3.05.1960 oraz 247 z 29.08.1967
  - dwór (II), nr rej.: 642 z 29.08.1967
  - oranżeria, nr rej.: 643 z 29.08.1967
  - park, nr rej.: 644 z 29.08.1967

## Galeria

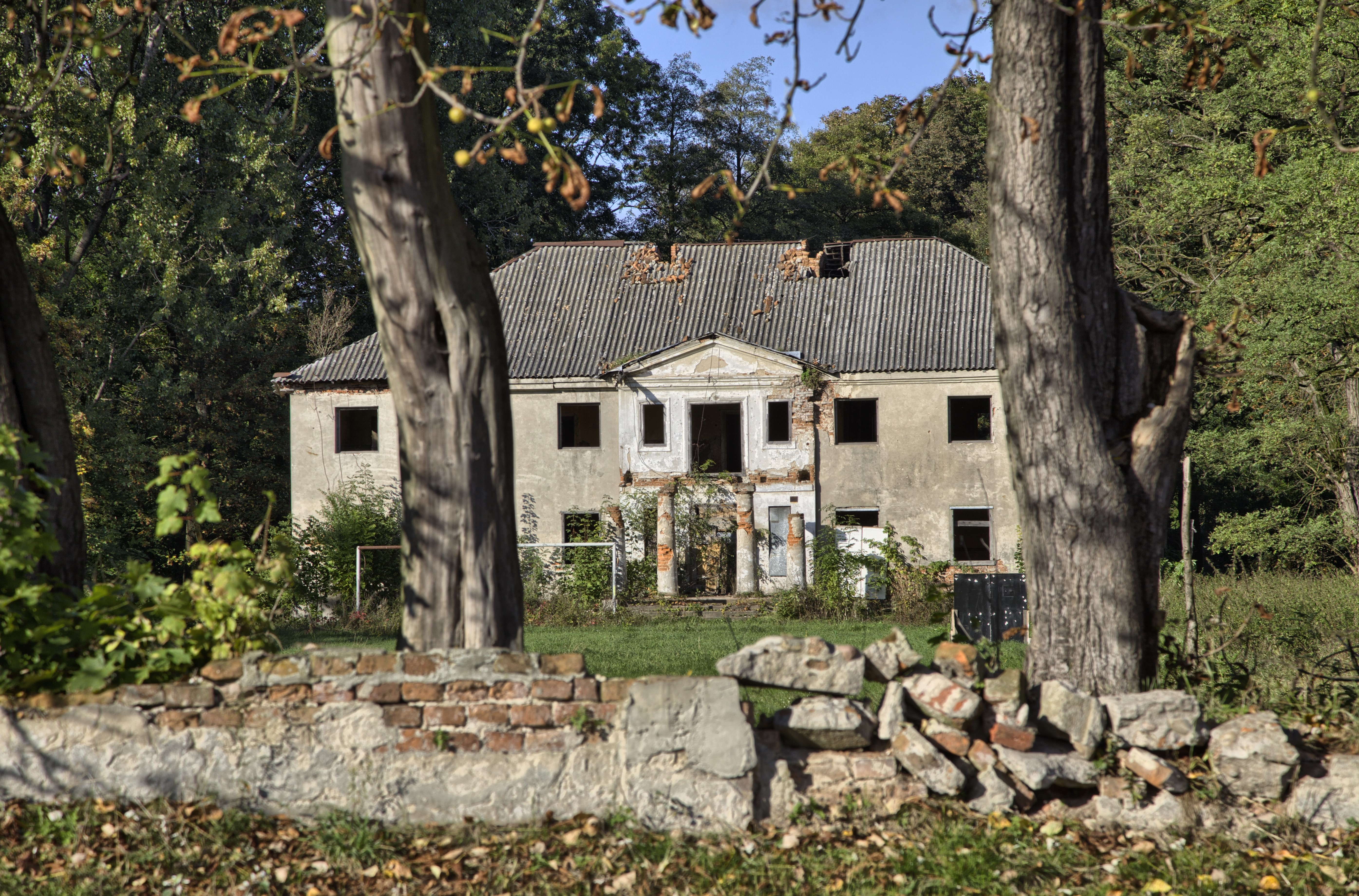
Dwór z XIX w.
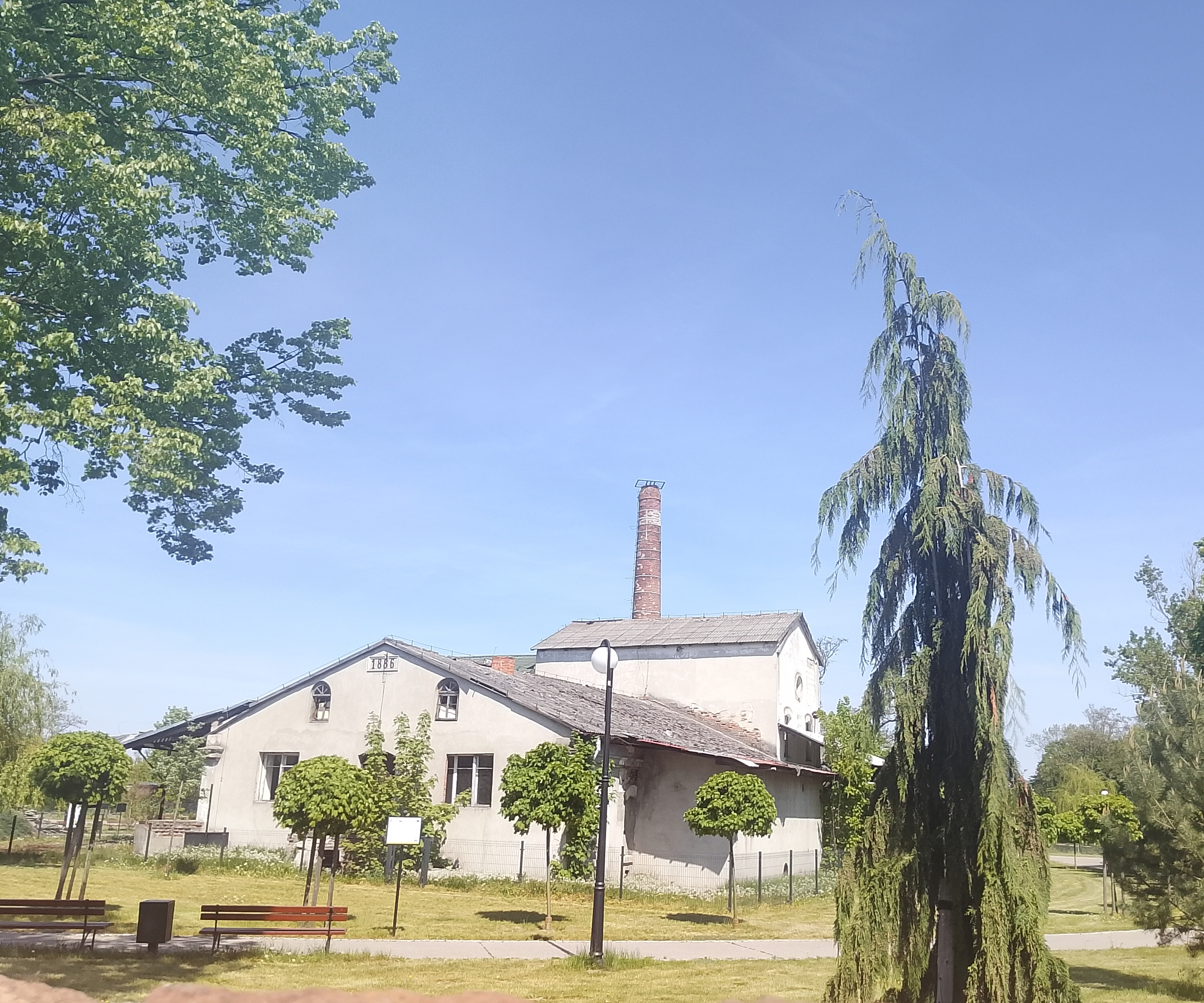
Gorzelnia z 1886 r.
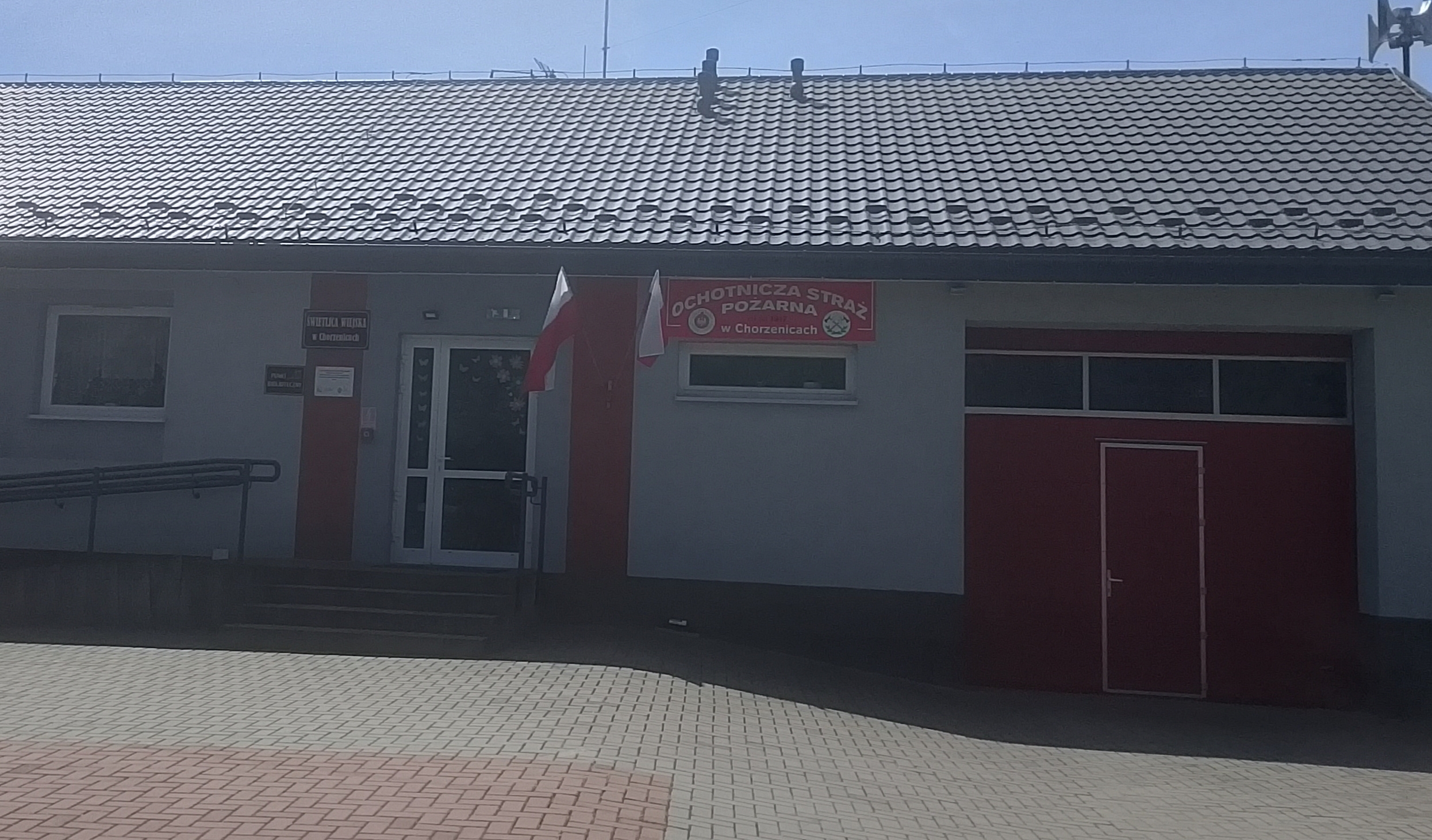
Remiza Ochotniczej Straży Pożarnej, świetlica wiejska i punkt biblioteczny
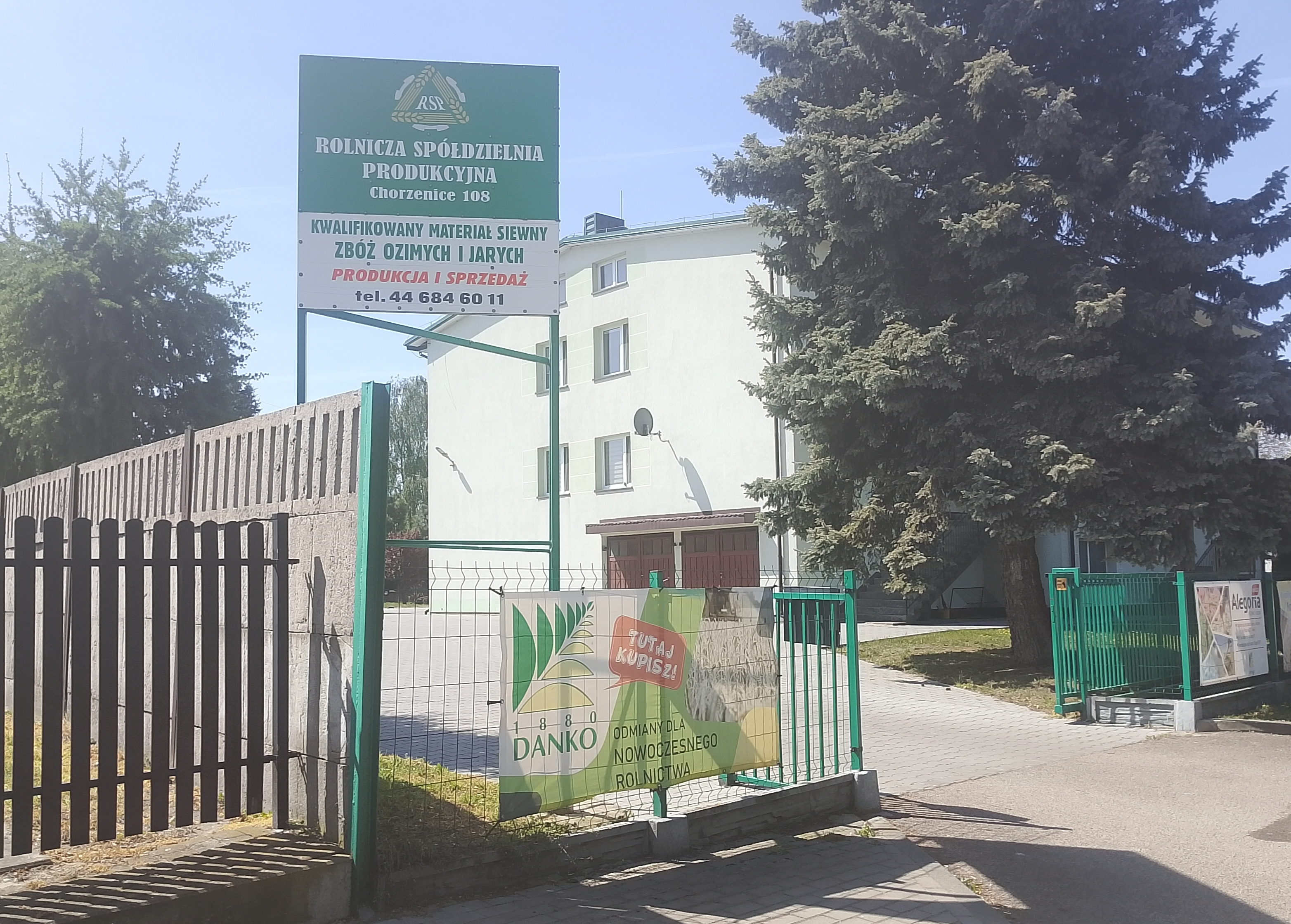
Rolnicza Spółdzielnia Produkcyjna w Chorzenicach
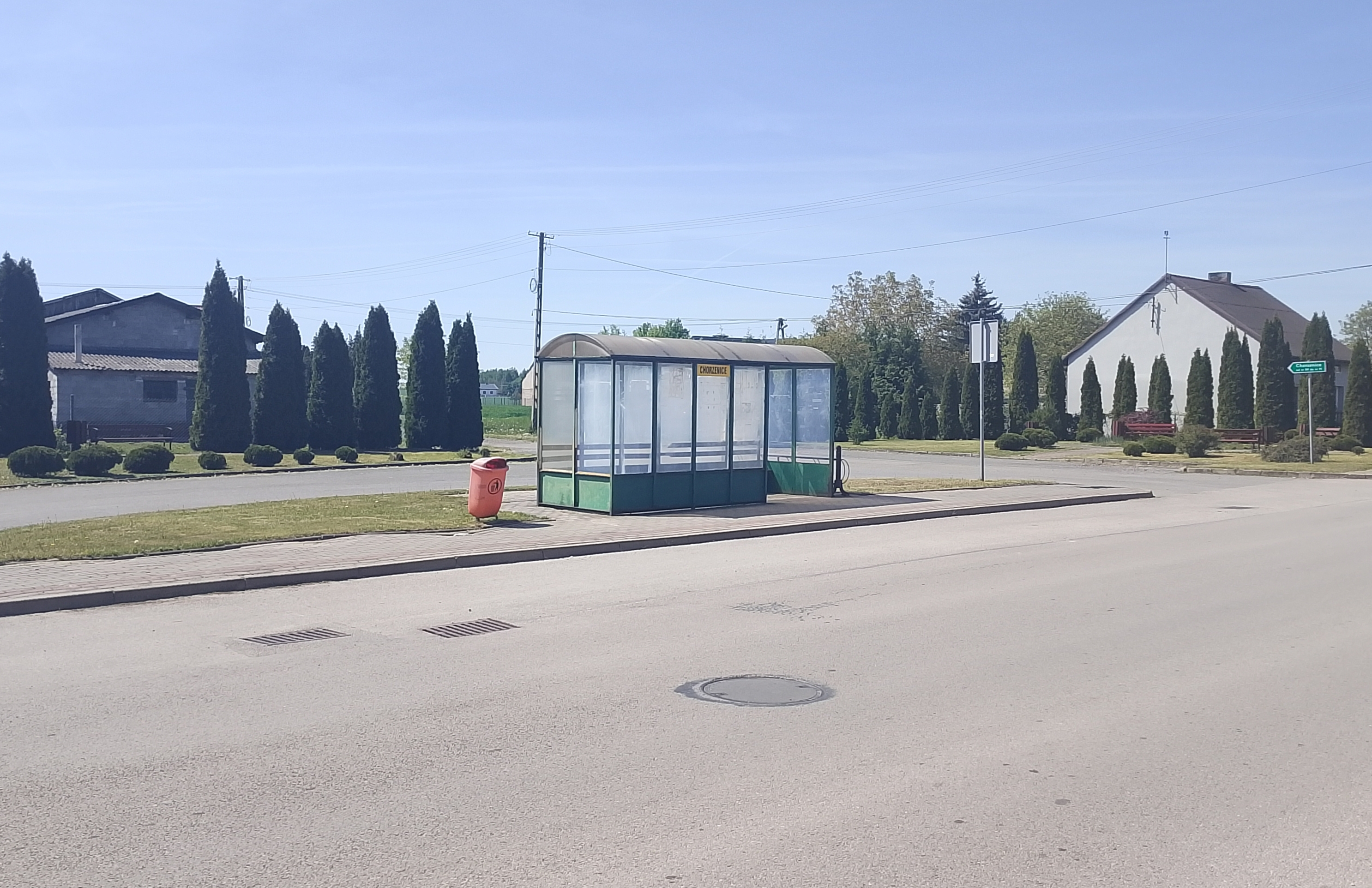
Przystanek autobusowy